# James Fittler
James Fittler (octubre 1758 2 de diciembre de 1835) fue un grabador inglés de retratos y paisajes e ilustrador de libros. Fue nombrado grabador para la marina por el rey Jorge III del Reino Unido.

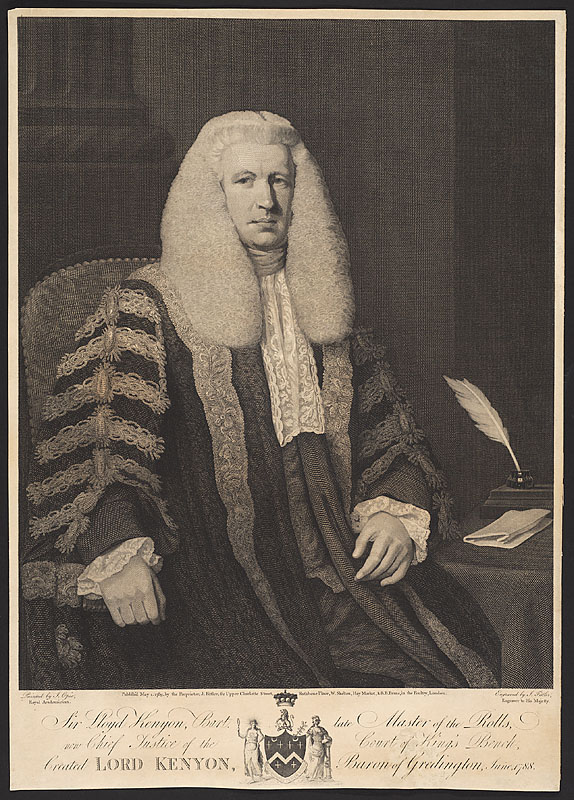
Lord Kenyon: grabado de James Fittler

## Vida
Fittler nació en Londres en octubre de 1758. En abril de 1778 se matriculó como estudiante en la Real Academia y estudió grabado Además de por sus ilustraciones para libros, se distinguió por sus numerosas obras sobre maestros ingleses y extranjeros, principalmente retratos. También grabó paisajes, temas marinos, y vistas topográficas, y fue nombrado grabador de temas marinos por Jorge III. En 1788 vivía en el 62 de Upper Charlotte Street, Rathbone Place.
Fittler fue elegido miembro de la Real Academia en 1800. Murió en Turnham Green, y fue enterrado en el atrio de la iglesia de Chiswick. Sus impresiones, libros, y placas de cobre fueron vendidos en Sotheby's del 14 al 16 de julio de 1825.

## Trabajos
Fittler expuso en la Real Academia entre 1776 y 1824.
Entre sus trabajos están:
- Dos vistas del Castillo de Windsor, según George Robertson;
- Una vista de la Gran Verja de Christ Church, Oxford, según William Delamotte;
- The Cutting of the Corvette la Chevrette from the Bay of Camaret, on the night of 21 July 1801, Lord Howe's Victory, y The Battle of the Nile, según Philip James de Loutherbourg; Frontispicio de Scotia Depicta mostrando la Gruta de Fingal

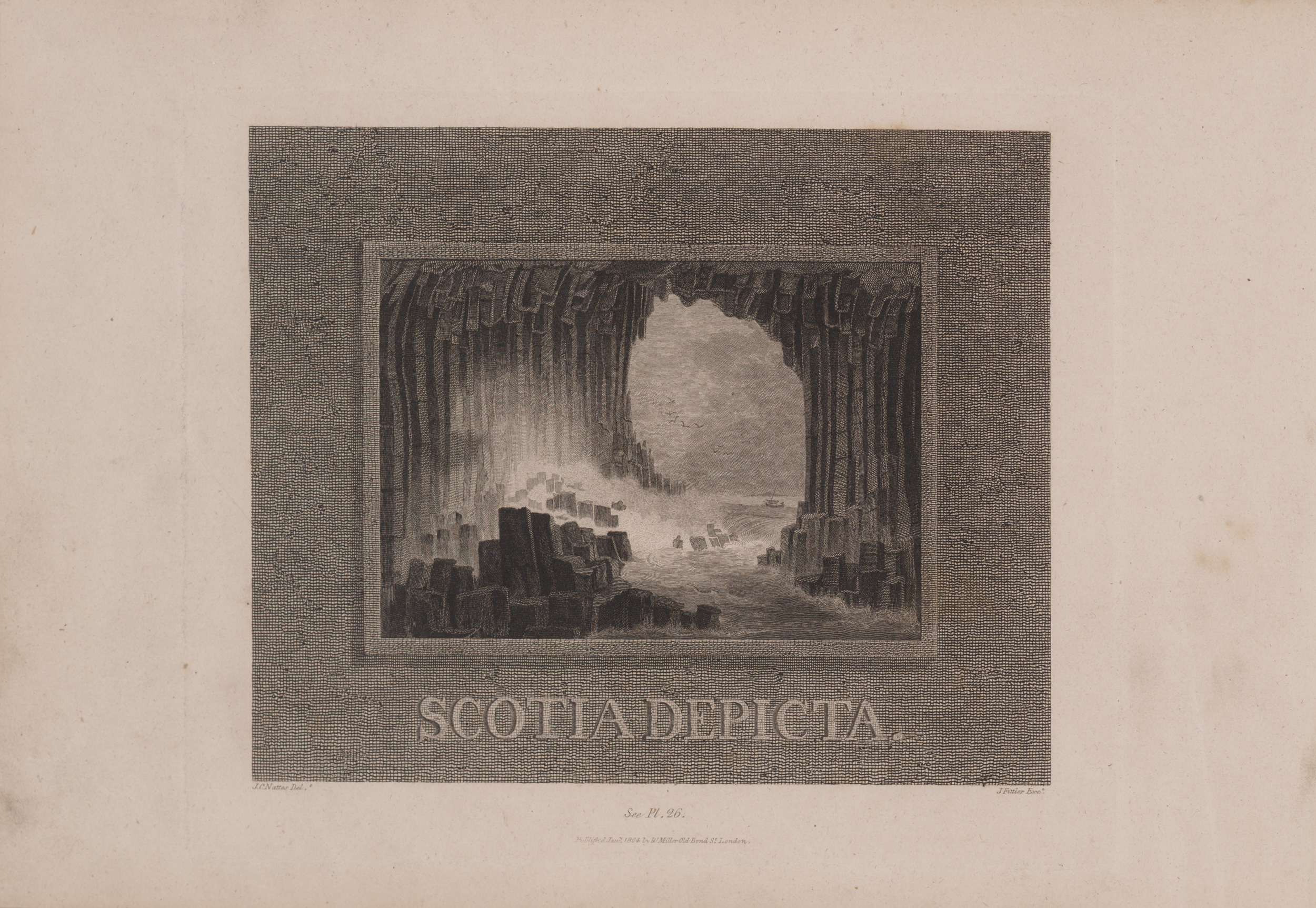
Frontispicio de Scotia Depicta mostrando la Gruta de Fingal

- Batallas navales, según Mark Oates, Thomas Luny, y Dominic Serres;
- Un paisaje clásico según Claudio de Lorena;
- El retrato de Ercole Tasso conocido como Titian's Schoolmaster, como Giovanni Battista Moroni;
- Retrato de Lord Grenville, como Thomas Phillips;
- Retrato de Frodsham Hodson, como Phillips;
- El papa Inocencio X, como Velázquez.
- Vistas, paisajes y edificios de Escocia en Scotia Depicta[1]

También realizó las placas para Edward Forster y su Galería británica, muchos de las usadas por John Bell, en British Theatre y todas las ilustraciones para Thomas Frognall Dibdin y su Ædes Althorpianæ, publicado en 1822, tras lo que no realizó trabajos de envergadura.